# Gregorio Lambranzi

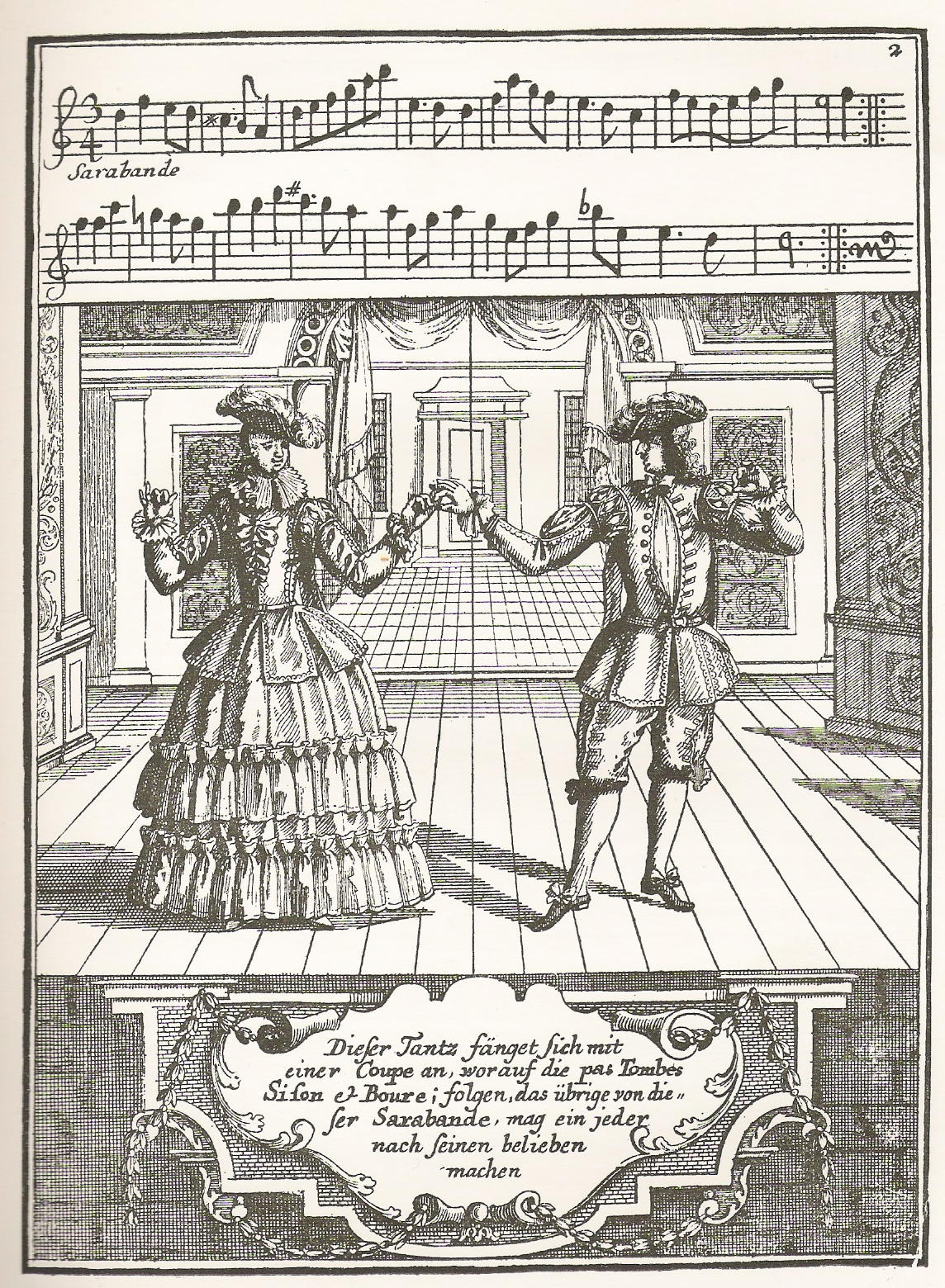
Seite aus Lambranzis „Tantz-Schul“

Gregorio Lambranzi war ein italienischer Tanzmeister und Choreograph gegen Ende des 17. Jahrhunderts und zu Beginn des 18. Jahrhunderts.

## Leben
Gregorio Lambranzi war in den ersten Jahrzehnten des 18. Jahrhunderts als Choreograph und Tänzer aktiv. Seine genauen Lebensdaten sind nicht bekannt, und weder in der zeitgenössischen Literatur noch in Archiven und Kirchenbüchern sind Hinweise auf seine Person zu finden. Informationen zu seinem Leben können daher ausschließlich aus seiner 1716 in Nürnberg veröffentlichten Tanzpublikation „Nuova e curiosa schuola de‘ Balli theatrali – Neue und curieuse theatralische Tantz-Schul“ abgeleitet werden.
Diese legt nahe, dass Lambranzi im letzten Drittel des 17. Jahrhunderts geboren wurde und aus Venedig stammt. So wird er im Frontispiz als „Sig. Greg. Lambranzi di Venezia“ vorgestellt und als „ital. Tantz-Meister und Componist“ bezeichnet. Im auf sowohl auf Deutsch als auch auf Italienisch verfassten Vorwort erklärt er, er selbst habe die Tänze in den wichtigen Theatern „in Deutschland, Italien und Frankreich“ aufgeführt. Eine venezianische Herkunft scheint zudem wahrscheinlich, da die meisten enthaltenen Lokaltänze der oberitalienischen Tiefebene entstammen (Bergamasca, Bolognesa, Furlana, Polesina, Romagniola) und mehrere Tänze von venezianischen Motiven, wie Gondolieri und Händlern inspiriert wurden. Die italienische Version der Vorrede ist zudem im Dialekt der Bassa Padana verfasst.
Da handschriftliche Notizen Lambranzis in deutscher Sprache und deutscher Kurrentschrift verfasst sind, wurde der Name Lambranzi auch als Pseudonym eines Nürnberger Tanzlehrers in Betracht gezogen, so beispielsweise von Friderica Derra de Moroda:

## Beschreibung und Tanz-geschichtliche Bedeutung
1716 veröffentlichte Gregorio Lambranzi in Nürnberg beim Verleger Johan Jacob Wolrab das Buch „Nuova e curiosa schuola de‘ Balli theatrali – Neue und curieuse theatralische Tantz-Schul“ mit Kupferstichen von Johann Georg Puschner. In ihrer Form ist sie eine Ausnahmeerscheinung und eine wichtige Quelle für Ballett- und Kulturgeschichte des frühen 18. Jahrhunderts. Mit seiner „Tantz-Schul“ trug Lambranzi bereits vor Jean-Georges Noverre zur Entwicklung des Handlungsballets und damit dem ballet d'action bei.
Während die meisten anderen Tanzschriften um 1700 sich auf das höfische Ballett und den höfischen Gesellschaftstanz konzentrieren und sich dabei der Feuillet-Notation bedienen, konzentriert sich Lambranzi auf den Theatertanz – insbesondere Charakter- und Groteskentanz – und möchte den Leser zu eigenen schöpferischen Versuchen anregen. Anstelle der fixierten Tanznotation Feuillets bedient er sich daher einer Kombination aus bildlichen Darstellungen (Stiche von Puschner) und kurzen Beschreibungen der Tänze, in denen er die Handlung und das zu benutzende Schrittmaterial angibt, dem Leser ansonsten jedoch Gestaltungsraum lässt:
„Es ist aber meine Meynung nicht, jemand an meine Methode zu binden, sondern ich laße jedem Täntzer die Freyheit, selbige nach seinem Wohlgefallen anzubringen,[…]“
Die Tantz-Schul beginnt mit einem Frontispiz und einem in deutscher und italienischer Sprache verfassten Vorwort und gliedert sich dann in zwei Teile, von denen der erste 36, der zweite 31 Tänze enthält. Auf 101 Tafeln werden so 67 Tänze beschrieben, „… von Allerhand Nationen und Theatralischen Figuren, so wohl in ihrer Kleidung, als auch wie man sich in denen Posituren, so diese Täntze vorstellen, auf eine kunstgemäßige doch leichte Manier, zu samt denen, dazu gehörigen Arien, wie der volkomene bericht ausweißet, zu verhalten habe, ingleichen wie man eine Rede der Selbigen ohne Einem Tantz Meister, und Chorographiae zu wissen begreiffen, und bey durchleßung alles gar leicht in daß Gedaechtnus bringen möge.“
Die Seitengestaltung ist dabei einheitlich: im oberen Teil finden sich Noten zur Musik des Tanzes und die Tanzbezeichnung (unter der obersten Notenlinie), der mittlere Teil zeigt eine Figur aus dem Tanz, im unteren Bereich findet man eine knappe Tanzbeschreibung auf Deutsch sowie eine an das Thema des Tanzes angelehnte ornamentale Ausgestaltung.
Aus dem Vorwort geht hervor, dass Lambranzi selbst dem Zeichner Modell gestanden hat. Puschner übertrug dann die in den Skizzen festgelegten Tanzfiguren auf Kupferstiche und fügte den Hintergrund hinzu, der in den Zeichenvorlagen nicht enthalten war.
Die Tanzbeschreibungen enthalten zum einen die Handlung des Tanzes, zum anderen häufig auch Schrittbezeichnungen wie Pas galliarde, Tombé, Coupé, Jeté u. a. Damit setzen sie Kenntnisse des Schrittmaterials der höfischen Tänze voraus.
Bei den Tänzen lassen sich in folgende Gruppen erkennen:
Höfische Tänze (z. B. Entreé, Sarabande, Folie d’Espagne, Paesana, Boureé, Rigaudon), auf Berufsstände (Kaufleute, Soldaten, Handwerker, Bauern, Sklaven, Gefangene) basierende Tänze, Tänzen mit Figuren aus der Commedia dell' Arte (z. B. Pantalone, Arlecchino, Mezzetin, Pulcinella), Tänze, die mythische Themen aufgreifen, lokale und nationale Tänze und Alltagsszenen (z. B. Streit, Betrunkene, alte Frauen).
Von der gedruckten Version von 1716 sind 22 Exemplare bekannt, die in 18 Bibliotheken Europas und der USA aufbewahrt werden. Die Gesamtauflage wird auf etwa 300 Exemplare geschätzt.
Im 20. und 21. Jahrhundert gab es vereinzelt Aufführungen von einigen der Tänze, unter anderem in der Inszenierung „Stroll on the World Side“ der New York Baroque Dance Company (2002), in der Inszenierung „Die barocke Maskenbühne“ des Theater der Klänge (1989) und im Rahmen des Gothaer Barockfestes 2013 durch das Barocktanzensemble contretem(p)s Berlin.

### Manuskript in der Bayerischen Staatsbibliothek
Das Manuskript der „Tantzschul“ (Bayerische Staatsbibliothek, München, Cod. Icon., 343) besteht aus 43 Blättern und enthält 85 Federzeichnungen, die nicht vollkommen identisch sind mit den Abbildungen der gedruckten Version.
Diese zeichnerischen Vorlagen wurden 1936 von der Tanzwissenschaftlerin Friderica Derra de Moroda in München entdeckt und herausgegeben.

## Werk und Ausgaben
- Gregorio Lambranzi: Nuova e curiosa schuola de‘ Balli theatrali – Neue und curieuse theatralische Tantz-Schul. Nürnberg 1716. Kupferstiche: Johann Georg Puschner, Verleger: Johan Jacob Wolrab.
- New and curious school of theatrical dancing by G. Lambranzi. A facsimile of the original in the Bavarian State Library, Munich, hrsg. von F. Derra De Moroda, New York 1972.
- New and curious school… With all the original plates by J.G. Puschner, übersetzt von F. Derra De Moroda, mit einem Vorwort von C.W. Beaumont, London 1928, New York 1966; 2002.
- Neue und curieuse theatralische Tantz-Schul, hrsg. von K. Petermann, Leipzig 1975.